# BF굿리치

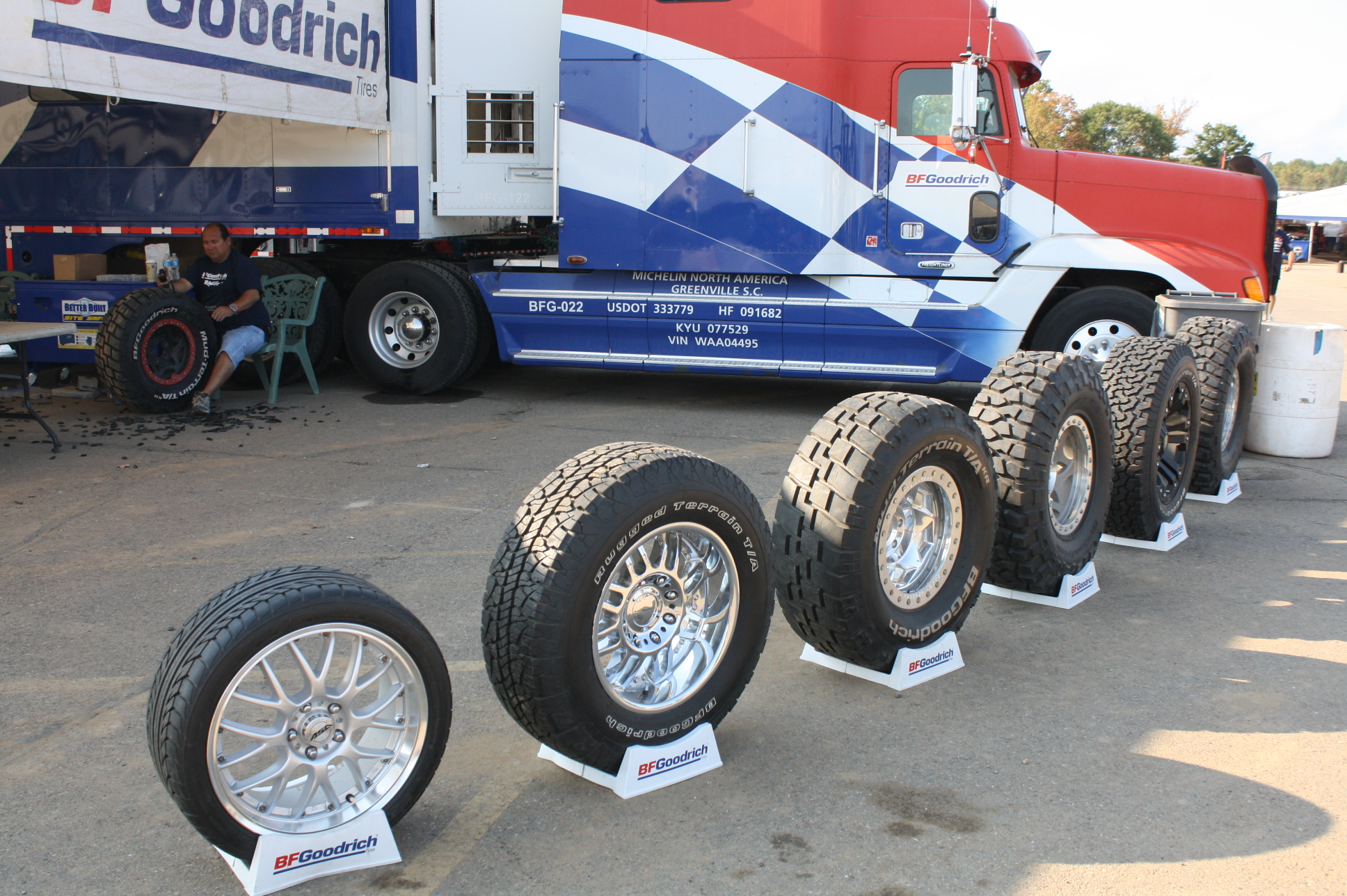
BF굿리치의 타이어

BF굿리치(영어: BFGoodrich)는 미국의 타이어 제조회사이다. 이 회사는 본래 제조 기업인 굿리치에 속해 있으나, 이후 미쉐린이 인수하여 오늘날에 이른다.
주로 오프로드용 타이어를 만드는 회사로 알려져 있다.

## 같이 보기
- 미쉐린